# زنبق‌واران
زنبق‌واران (نام علمی: Iridoideae) نام یک زیرخانواده از تیره زنبقیان است.